# Nikolai Dschemsowitsch Kolli
Nikolai Dschemsowitsch (Jakowlewitsch) Kolli (russisch Николай Джемсович (Яковлевич) Колли; * 5. Augustjul. / 17. August 1894greg. in Moskau; † 3. Dezember 1966 ebenda) war ein russischer Architekt und Hochschullehrer.

## Leben
Kolli studierte 1912–1922 Architektur zunächst an der Moskauer Hochschule für Malerei, Bildhauerei und Architektur und dann an den Höheren Künstlerisch-Technischen Werkstätten (WChuTeMas). Noch als Student arbeitete er 1913–1915 bei A. W. Schtschussew am Projekt für den Kasaner Bahnhof mit. Bekannt wurde er durch seinen Vorschlag für das Denkmal zum Sieg der Roten Armee über General Krasnow in Form eines roten Keils, der einen weißen Steinblock spaltet. Dieses Bild nahm El Lissitzky in seinem Plakat Schlagt die Weißen mit dem Roten Keil auf.

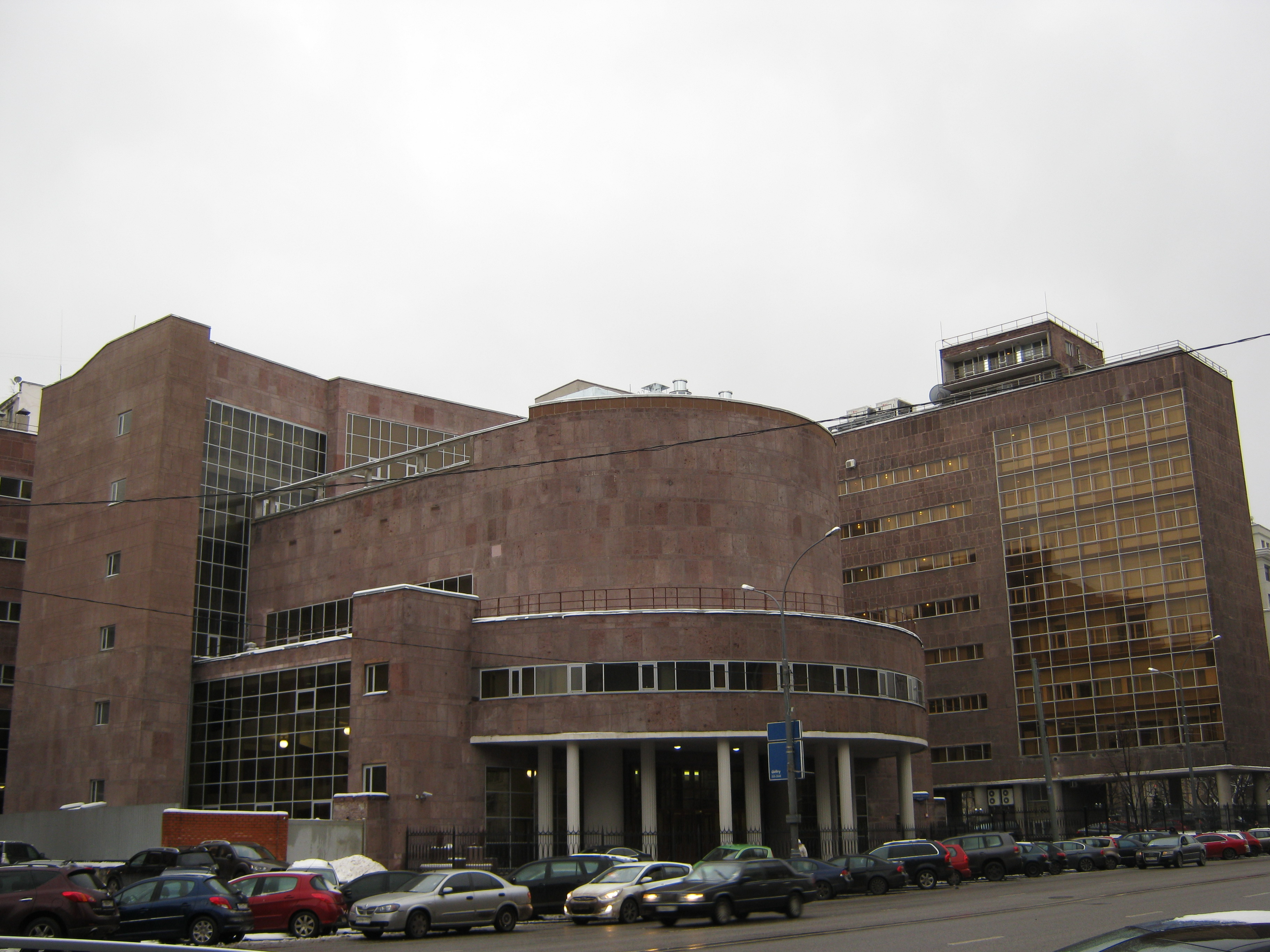
ZentroSojus-Gebäude in Moskau

1923 arbeitete Kolli unter der Leitung von I. W. Scholtowski als einer seiner zwölf Jünger am Projekt der Moskauer Allrussischen Landwirtschaftsausstellung (Vorgängerin der Ausstellung der Errungenschaften der Volkswirtschaft). Ab 1924 lehrte er an der Technischen Bauman-Universität Moskau (bis 1941). Er war Mitglied der OSA-Gruppe und Delegierter im Congrès International d’Architecture Moderne.
1927–1932 gehörte Kolli zu der Architektengruppe unter der Leitung von W. A. Wesnin, die die DneproGes-Talsperre und die neue Stadt SozGorod in Saporoschje projektierte. Er erarbeitete Entwürfe für die Große Steinerne Brücke und die Nowoarbatski-Brücke in Moskau. Zusammen mit Le Corbusier projektierte er 1928–1932 in Paris und Moskau das ZentroSojus-Gebäude des Genossenschaftsverbandes in Moskau. Ab 1931 lehrte er auch am Moskauer Architektur-Institut (bis 1941).
Ab 1933 leitete Kolli die Architekturprojektwerkstatt Nr. 9, die das Moskauer Zentrale Stalin-Stadion, die Moskauer Metro-Stationen Smolenskaja, Park Kultury (1935), Kirowskaja (1935, jetzt Tschistyje Prudy) und Pawelezkaja (1950) projektierte. 1935–1951 leitete er die Moskauer Abteilung der Architektenunion.
Während und nach dem Deutsch-Sowjetischen Krieg erarbeitete Kolli Pläne für den Wiederaufbau von Kalinin (ab 1944), Minsk (1945) und Riga (1946). Zusammen mit I. D. Meltschakow schuf Kolli das Kalinin-Grabmal.
Kolli wurde auf dem Moskauer Wwedenskoje-Friedhof begraben.